# Knut Lundmark
Knut Emil Lundmark, född 14 juni 1889 i Älvsbyn, Norrbottens län, död 23 april 1958 i Lund, Malmöhus län, var en svensk astronom utbildad vid Uppsala universitet, men senare huvudsakligen verksam som professor i astronomi vid Lunds universitet. Knut Lundmark räknas som en av pionjärerna inom galaxastronomin och var en av de första som visade att de så kallade spiralnebulosorna var självständiga stjärnsystem som låg utanför vår egen Vintergata. Vid sidan av sitt yrkesastronomiska arbete var han en flitig och uppskattad populärvetenskaplig författare och föreläsare.

## Biografi

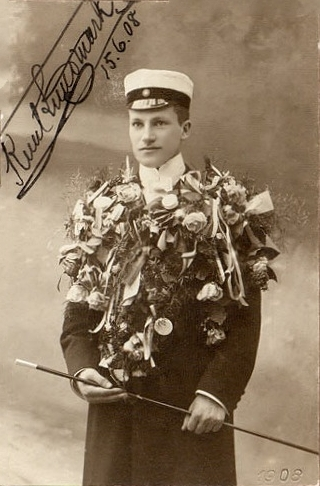
Knut Lundmark år 1908 som student vid Luleå högre allmänna läroverk, med namnteckning.

### Uppväxt och utbildning
Knut Lundmarks föräldrar, August och Lovisa Lundmark, var hemmansägare i byn Krokträsk i Älvsby socken i Norrbotten. Det fanns ingen akademisk tradition i familjen, men väl ett stort intresse för läsning, vilket banade väg för den bokslukande ynglingen. Hans begåvning upptäcktes snart och Lundmark fick möjlighet att studera vid Luleå högre allmänna läroverk. För att försörja sig arbetade han extra som korrekturläsare på tidningen Norrskensflamman. Han tog studentexamen i juni 1908, och kunde genom ett stipendium skriva in sig vid Uppsala universitet senare samma år. Under sina år i Uppsala var Lundmark utöver studier och forskning mycket aktiv i Norrlands nation, där han verkade som andre kurator 1916–1919, samt därefter som skattmästare 1924–1927, och han utnämndes till hedersledamot vid nationen år 1926. Efter sin grundutbildning gifte han sig 1915 i Uppsala med Birgitta Carlsson, född 18 augusti 1886 i Näskott, död 20 februari 1974 i Lund.
Under den första terminen vid universitetet började Lundmark studera astronomi under professor Nils Dunérs ledning. Denne var föreståndare för Uppsala astronomiska observatorium och hade 1878 introducerat spektroskopin, och därmed astrofysiken, i den svenska astronomin. Astrofysikens status var vid denna tid ännu något oklar, varför Knut Lundmarks första vetenskapliga undersökning hämtade ämnet från den traditionella astronomin, det vill säga den celesta mekaniken, och ägnades en banbestämning av 1802 års komet. Därefter tog även Lundmark steget in i astrofysiken, både vad gällde metoder och ämnesval, och kom under resten av karriären att inrikta sig på de objekt som i hans samtid kallades spiralnebulosor. 

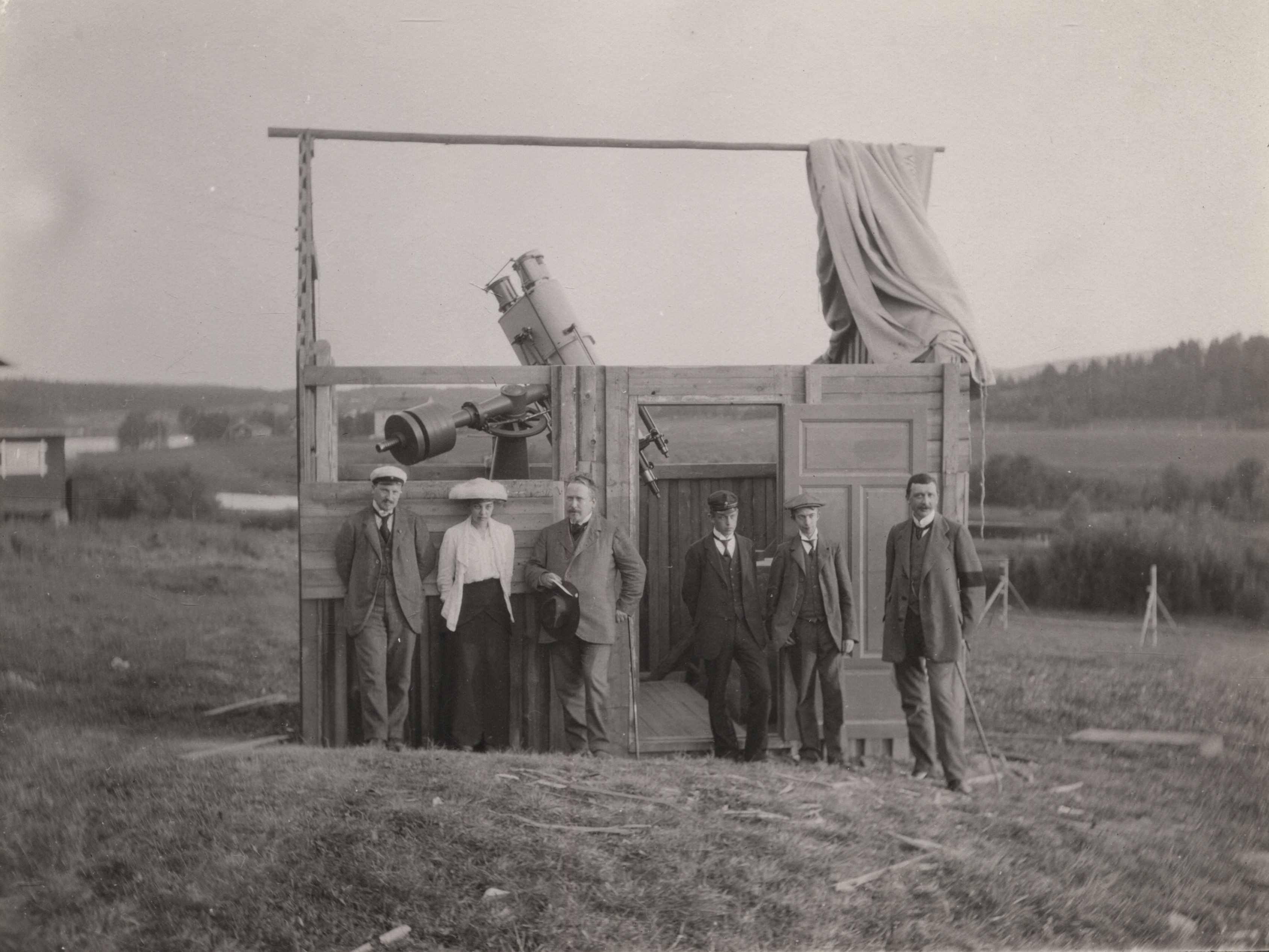
Solförmörkelseexpeditionen till Forse 1914, med Lundmark längst till vänster.

Nils Dunér pensionerades år 1911, och efterträddes då som professor av sin elev Östen Bergstrand. Denne blev samtidigt Lundmarks handledare, och under Bergstrands ledning fördjupade sig Knut Lundmark i olika metoder för att bestämma kosmiska avstånd. Under studietiden i Uppsala deltog Lundmark i en expedition till Forse i Ångermanland för att observera och dokumentera den totala solförmörkelsen som inträffade den 21 augusti 1914. Lundmark disputerade år 1920 på en avhandling där han försökte visa att Andromedanebulosan, eller Andromedagalaxen som den heter idag, är ett självständigt stjärnsystem som ligger långt utanför Vintergatssystemet. Avhandlingen innebar också att han förklarades docentkompetent.

### Utländska resor

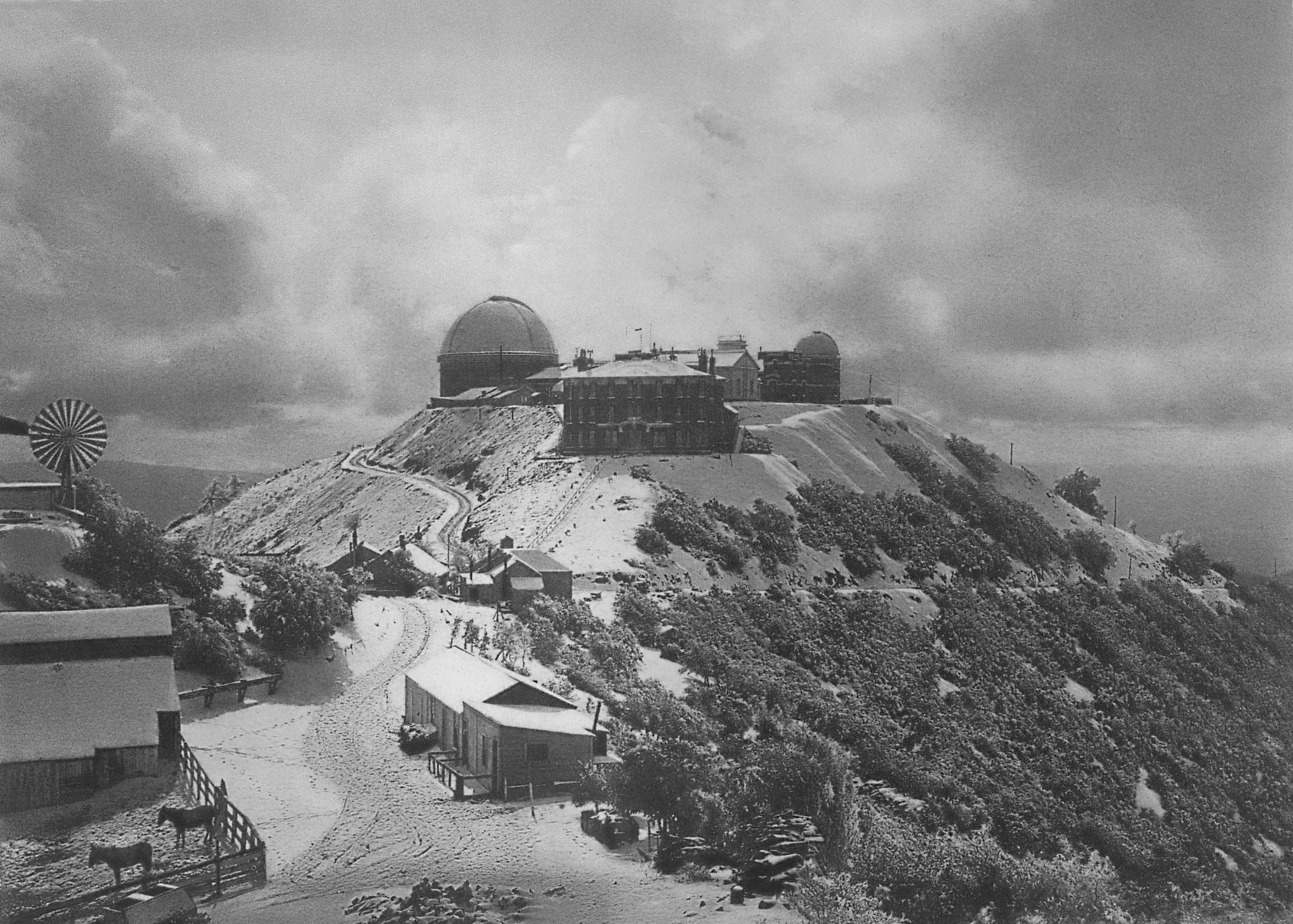
Lick-observatoriet i USA.

Nebulosaastronomin dominerades under 1920-talet av amerikanska astronomer och amerikanska observatorier. Lundmark begav sig därför till USA efter disputationen och arbetade under två längre vistelser 1921 och 1926 vid Lick-observatoriet och Mount Wilson-observatoriet. Där träffade han många av tidens mest framstående forskare på området, och lyckades etablera sig som en ledande företrädare för den så kallade Lick-skolan. Enligt denna, som under 1920-talet stöddes av en minoritet bland amerikanska astronomer, skulle spiralnebulosorna förstås som "vintergatsöar" (island universes), det vill säga självständiga stjärnsystem i dimensioner fullt jämförbara med Vintergatan själv. Vid sin andra resa, till Mount Wilson-observatoriet, fick han möjlighet att arbeta tillsammans med forskare som företrädde majoritetsståndpunkten, där man istället hävdade att spiralnebulosorna var förhållandevis små och lokala system belägna i Vintergatan.

### Observatoriet i Lund

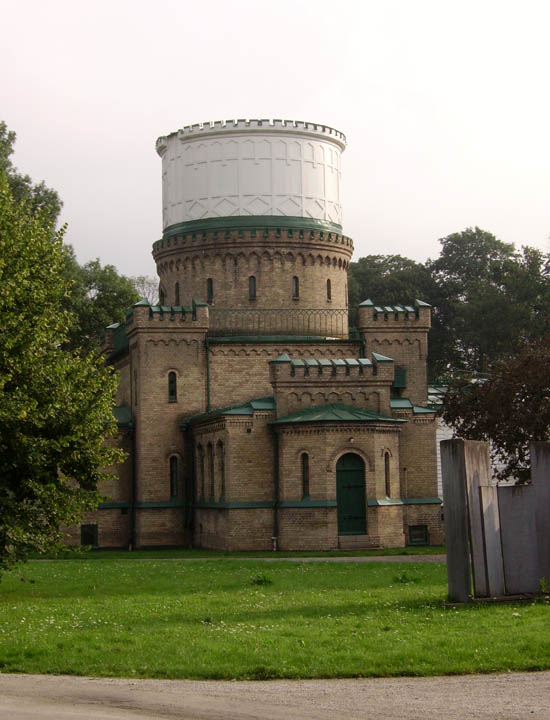
Lunds gamla observatorium.

Åter i Sverige var Knut Lundmark tillräckligt meriterad för att konkurrera om de två professorsstolar som blev lediga i Sverige vid slutet av 1920-talet. Det första tjänsten gällde uppdraget som Kungl. Vetenskapsakademiens astronom och föreståndarskapet över det nya observatoriet i Saltsjöbaden. Tjänsten gick emellertid till Lundmarks studiekamrat och jämnårige Bertil Lindblad, vilken därmed blev Karl Bohlins efterträdare. Den andra tjänsten gällde föreståndarskapet över observatoriet i Lund, vilket blev ledigt i och med att Carl Charlier gick i pension år 1927. Lundmark fick tjänsten år 1929, först efter ett långdraget och infekterat tillsättningsärende.
Installerad i Lund började Lundmark genast omskapa observatoriets verksamhet i enlighet med sina egna forskningsintressen. Ambitionen var att göra Lunds observatorium till ett internationellt centrum för galaxforskningen. Lundmarks ambitioner kom dock på skam. Även om många av hans doktorander skrev sina avhandlingar inom området så strandade arbetet med den gigantiska nebulosakatalog som man avsåg ta fram, och som var utgångspunkten för satsningen.

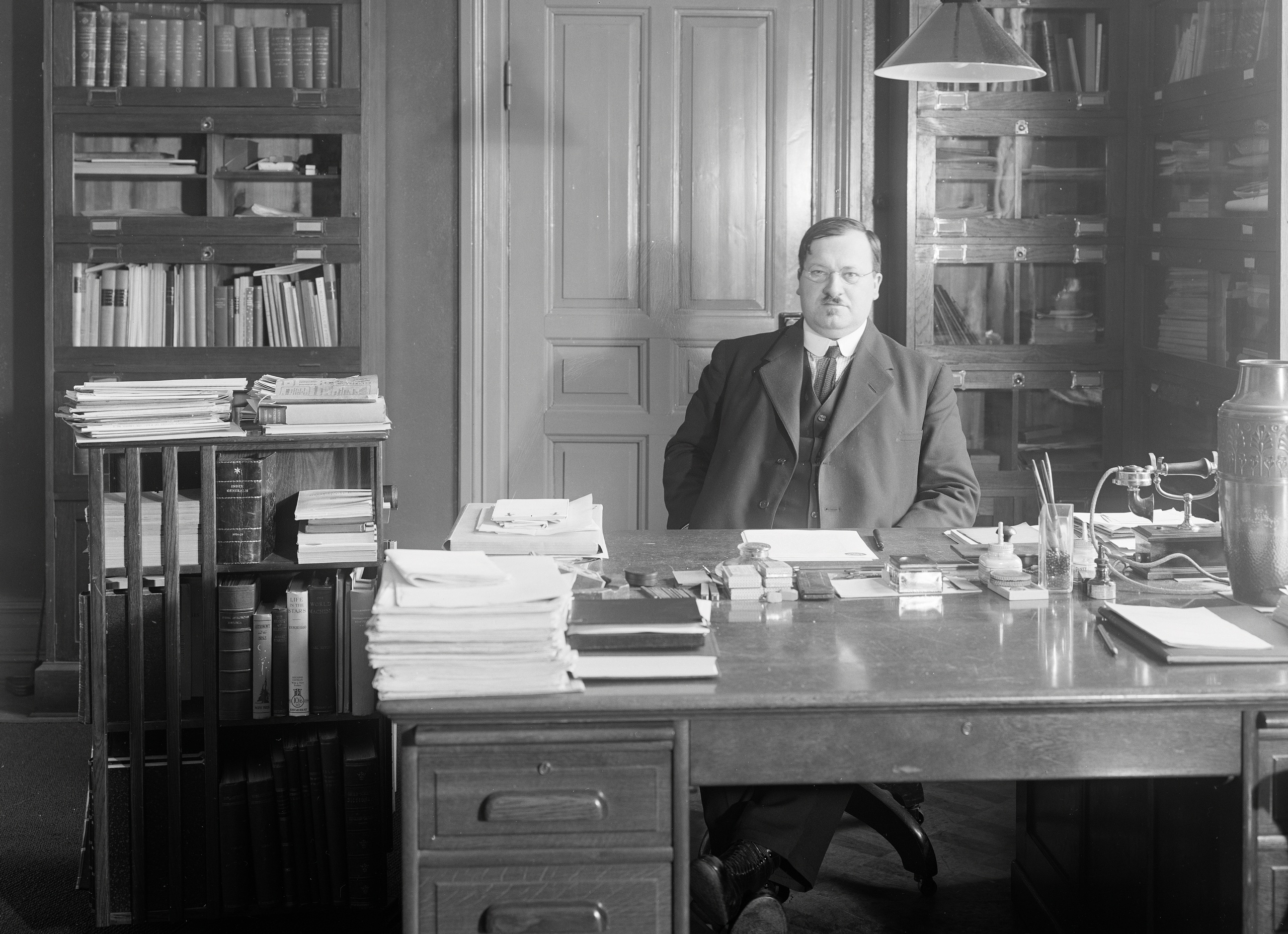
Knut Lundmark i Lund 1929.

Knut Lundmark verkade som professor och föreståndare för Lunds observatorium från 1929 fram till sin pensionering 1955. Han försökte också från slutet av 1930-talet genomdriva att observatoriet skulle bygga ett modernt filialobservatorium utanför Lunds alltmer ljusförorenade natthimmel. Observationsstationen Jävan på Romeleåsen, cirka 20 km sydost om Lund, blev dock inte verklighet förrän knappt ett decennium efter hans död. 
Från mitten av 1930-talet minskade Lundmarks vetenskapliga produktion, samtidigt som han engagerade sig i populärvetenskaplig verksamhet, i astronomihistoriska undersökningar, och inte minst i föreningslivet. Detta var också en bidragande orsak till att han, till skillnad från Sveriges övriga astronomiprofessorer både före och efter honom, aldrig valdes in i Vetenskapsakademien. Han blev i stället en mycket verksam ledamot av Fysiografiska Sällskapet i Lund där han valdes in 1940. År 1946 kallades han till utländsk ledamot av Finska Vetenskaps-Societeten.

## Forskning
När Lundmark påbörjade sitt avhandlingsarbete såg astronomernas universum radikalt annorlunda ut än idag. Universums expansion var inte upptäckt, big bang-teorin låg ett par decennier fram i tiden och Einsteins relativitetsteorier hade inte fått sitt stora genombrott. Universum var, föreställde man sig, synonymt med Vintergatan, ett med moderna mått mätt förhållandevis litet och därtill statiskt stjärnsystem. Alla de objekt astronomerna såg i sina teleskop, inklusive de så omdiskuterade spiralnebulosorna, antogs vara en del av Vintergatan. Den senare föreställningen förstärktes vid slutet av 1910-talet genom Harlow Shapleys banbrytande studier av de så kallade klotformiga stjärnhoparnas avstånd. Vintergatan växte tiofaldigt och hade enligt Shapley en diameter på 300 000 ljusår. Shapley ansåg att detta enorma stjärnsystem också var det enda. Lundmark hävdade motsatsen, att astronomerna gravt hade underskattat universums dimensioner.

### Doktorsavhandlingen

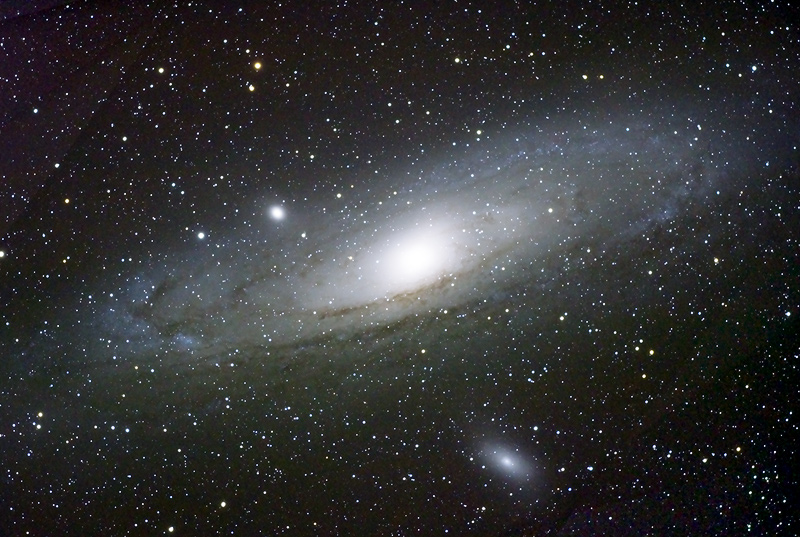
Andromedagalaxen (M31) med sina satellitgalaxer M32 och M110.

Vid Lick-observatoriet, som Lundmark senare alltså skulle besöka, hade Heber Curtis som en av de första lanserat idén om spiralnebulosorna som självständiga och mycket avlägsna stjärnsystem, och denna åsikt skulle senare bli den ena ståndpunkten i den så kallade Shapley-Curtisdebatten. Han hade också lagt grunden till en metod där man använde novor, uppflammande stjärnor, som avståndsindikatorer. Genom att mäta ljusstyrkan hos en uppflammad nova i en spiralnebulosa och sedan jämföra denna med ljusstyrkan hos närbelägna novor, vars avstånd var kända genom andra metoder, kunde man beräkna avståndet till spiralnebulosan ifråga. Curtis hade här gjort en del mindre undersökningar och menade att spiralnebulosorna låg minst en miljon ljusår bort.
I sin doktorsavhandling tog Lundmark denna metod som utgångspunkt för att försöka bestämma avståndet till den största av alla kända nebulosor, Andromedanebulosan. Större delen av avhandlingen ägnade Lundmark åt själva metoden och han utvecklade och förfinade den i en rad centrala avseenden. Med hjälp av mätdata från fyra novor i nebulosan beräknade han avståndet till 650 000 ljusår (ungefär en fjärdedel av det moderna värdet). Därmed placerar Lundmark Andromedanebulosan långt utanför gränserna för även Shapleys jättegalax.

### van Maanen och striden om nebulosornas rotation
Ur ett modernt perspektiv kan Lundmarks resultat te sig avgörande, men så var långt ifrån fallet vid hans egen tid. Under 1920-talet anslöt sig de flesta till Shapleys teori, speciellt eftersom en rad studier av Mount Wilson-astronomen Adriaan van Maanen fullständigt verkade omintetgöra den lundmarkska ståndpunkten. van Maanen föreställde sig att spiralnebulosorna var lokala och mycket närbelägna objekt, kanske var de mindre stjärnsystem i Vintergatan, kanske var de solsystem som höll på att bildas. Och om de var närbelägna objekt, så borde man kunna se hur de vrider sig på bilder tagna med många års mellanrum. I ett drygt tjugotal artiklar publicerade från 1915 gjorde van Maanen om sina mätningar på den ena nebulosan efter den andra. De förskjutningar han detekterade var ytterst små, men tillräckliga för att komma fram till en definitiv slutsats: Spiralnebulosorna roterade förhållandevis hastigt, men en omloppstid på mindre än 250 000 år. Detta innebar i sin tur att de måste vara bara några hundratal ljusår i diameter och ligga på mindre än tusen ljusårs avstånd, det vill säga i solens omedelbara närhet.

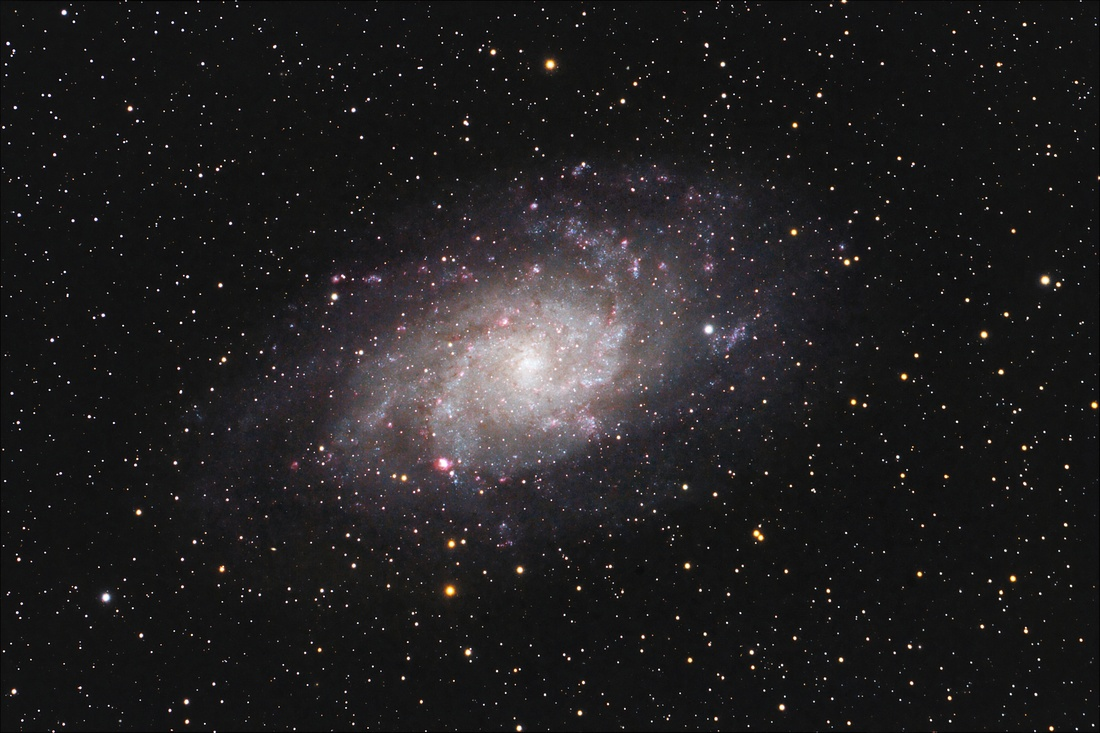
Triangelgalaxen (M33).

När Lundmark anlände till Mount Wilson-observatoriet 1926 och där sammanträffade med van Maanen, visste alla inblandade att det var frågan om den interna rotationen som skulle avgöra astronomins och universums framtid. van Maanen erbjöd därför Lundmark att göra om mätningarna på en av de många galaxer han hade studerat, Triangelnebulosan (M33). Lundmark arbetade med samma plåtar, vid samma maskin och följde samma procedur. När Lundmark hemkommen till Sverige publicerade sina resultat visade det sig att även han hade detekterad små rörelser, men rörelser av en helt annan karaktär. Där de små förskjutningar som van Maanen funnit var symmetriskt fördelade och orienterade längs spiralarmarna, spretade Lundmarks åt alla håll och tedde sig därför mer slumpmässigt organiserade. När Lundmark sammanställer utfallet kan han förvisso påvisa en intern rotation, men värdet var i samma storleksordning som det beräknade mätfelet, vilket talade för att det inte hade fysisk realitet. Slutsatsen blir därför att "It does not seem very plausible that the change in μrad [ett mått på rotationen] with distance from the center should express any phenomenon arising from the actual internal motions of the nebula. It is perhaps more reasonable to assume its cause to be instrumental or optical [...]" Han säger det inte rent ut, men om Lundmark hade rätt var van Maanens resultat blott produkter av en bristfällig metod och rent önsketänkande.
Det lundmarkska sidan skulle med tiden gå segrande ur denna strid om universums uppbyggnad, den så kallade Stora debatten. Idag vet vi att spiralnebulosorna verkligen är avlägsna stjärnsystem, jämförbara med vår egen Vintergata. Numera talar vi om spiralgalaxer. Lundmark var pionjär och gjorde centrala insatser för denna sak, men det var inte hans forskning som till sist avgjorde saken. 1924 upptäckte den amerikanske astronomen Edwin Hubble så kallade Cepheider både i Andromeda- och Triangelnebulosan. Detta var en typ av variabla stjärnor med egenskaper som gjorde dem till mycket pålitliga avståndsindikatorer. I en artikel publicerad 1925 tillkännagav han upptäckten samtidigt som han visade att dessa nebulosor måste ligga minst en miljon ljusår bort.

### Novor och supernovor
En helt avgörande förutsättning för Lundmarks beräkning av avståndet till Andromeda-nebulosan var föreställningen om att alla novor, oavsett var de befinner sig, alltid når samma absoluta magnitud. Värdet på denna absoluta magnitud var emellertid inte helt fastlagt, vilket Lundmark förstås var väl medveten om. Redan i sin avhandling menade han att tillgängliga data antyder att värdet borde höjas. Han fortsätter att brottas med frågan och speciellt med en ovanligt ljusstark nova i Andromedanebulosan (S Andromedae) och några år senare publicerar han en artikel där han löser problemet genom att istället föreslår att vi måste skilja på två typer av novor, en övre, ljusstarkare klass (upper-class) och en nedre, ljussvagare (lower-class). Lundmarks terminologi slog inte an, men däremot vann själva uppdelningen med tiden bred uppslutning. Vem som konstruerade det moderna begreppsparet novor–supernovor är oklart – möjligen hade Lundmark ett finger med i spelet även här – men det började användas under 30-talet.

### Striden med Hubble om nebulosornas klassifikation

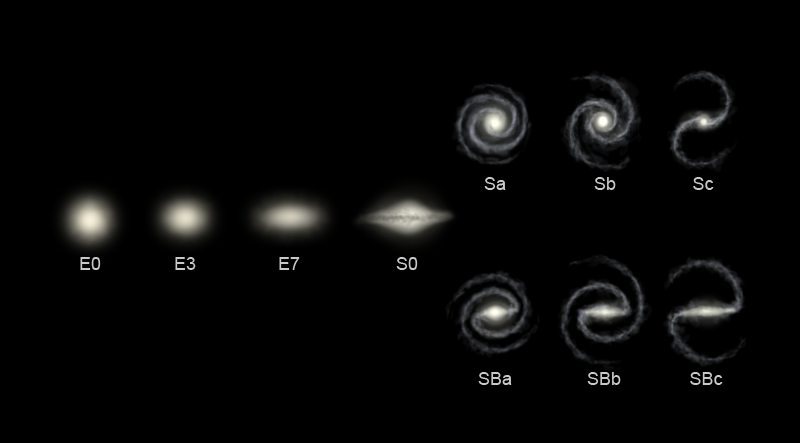
En modern representation av Hubbles klassificering.

Parallellt med forskningen om avstånden till spiralnebulosorna, intresserade sig Lundmark också i en rad studier för frågan om hur olika typer av nebulosor skulle klassificeras och hur detta kunde relateras till deras utveckling över tid. Frågan aktualiserades bland annat av att man i fotografiska undersökningar upptäckte fler och fler av dessa objekt, och att en systematik därmed var av nöden. Redan 1925 publicerade han en grovindelning där han tänkte sig att utomgalaktiska nebulosorna (det vill säga vad vi kallar galaxer) utvecklas från sfäriska nebulosor, via elliptiska, tidiga spiraler och sena spiraler till oregelbundna nebulosor. Året därpå publicerade han en mer utvecklad modell. Ungefär samtidigt hade emellertid Edwin Hubble skapat ett eget och snarlikt klassifikationssystem, Hubbleserien. När han förberedde publiceringen upptäckte han att Lundmark redan hunnit före. Hubble blev rasande och anklagade i sin artikeln Lundmark för plagiat. Lundmark försvarade sig med att detta var tillfälligheternas spel och att deras system förvisso var snarlika, men att grunderna för klassifikationen skilde sig väsentligt. Vetenskapshistorisk forskning har också visat att Lundmark i opublicerad form haft sin klassifikation klar redan 1922.

### Mörk materia
En nyupptäckt artikel från 1930 visar att Knut Lundmark var den förste som insåg att universum måste innehålla mycket mer massa än vi kan se, numera kallad mörk materia.

### Hubblelagen
Lundmarks forskning tangerade ofta frågor av mer kosmologisk art, det vill säga frågor som har med universums övergripande struktur att göra. Diskussionen om avstånden till spiralnebulosorna var ett exempel på detta, och i en artikel från 1924 tog han steget fullt ut och undersökte rummets krökning med utgångspunkt i Willem de Sitters tolkning av Einsteins relativitetsteori. Frågan var närmare bestämt om spiralnebulosornas uppmätta radialhastigheter berodde på faktiska rörelser eller på relativistiska effekter, det vi idag talar om som universums expansion. Om det senare är riktigt, menade Lundmark, så skall detta visa sig genom att mer avlägsna spiralnebulosor rör sig snabbare bort från oss än mer närbelägna. Och Lundmark fann verkligen en sådan relation i sin undersökning: ”Plotting the radial velocity against these relative distances [...], we find that there may be a relation between the two quantities, although not a very definite one.”  Underlaget lät alltså inte Lundmark dra några definitiva slutsatser. Några år senare byggde emellertid Edwin Hubble vidare på bland annat Lundmarks studier, och kunde med ett betydligt större observationsunderlag slå fast detta som en allmän lag, Hubblelagen, och lade samtidigt grunden till den moderna kosmologi. Det kan tilläggas att det inte var Hubble utan Lundmark som (i den ovannämnda artikeln) publicerade det första så kallade 'Hubble-diagrammet'. Lundmark var alltså först med att observera universums expansion.

### Lund General Catalogue
När Lundmark installerades som professor i Lund blev han också föreståndare för ett observatorium avpassat efter en annan sorts astronomi än den han själv bedrev. Föregångaren Carl Charlier var teoretiskt lagd och intresserade sig framförallt för den så kallade stellarstatistiken, en gren av astronomin som genom statistiska analyser av stjärnornas egenrörelser försökte förstå Vintergatans dynamik. För att sköta det matematiska grovarbetet hade Charlier inrättat en speciell "räknebyrå" vid observatoriet där personalen var sysselsatt huvudsakligen med rena beräkningsarbeten, och denna var Lundmark nu tvungen att sätta i arbete. Sedan tidigare hade han en idé om en generalkatalog över alla kända nebulösa objekt, och med personal till förfogande blev den nu möjlig att realisera. Under många år kom observatoriets personal under Lundmarks överinseende att samla och katalogisera data för alla de nebulosor som gjort avtryck i den astronomiska litteraturen. Projektet döptes till Lund General Catalogue (LGC) och målet var att katalogisera 40 000 kända (extragalaktiska) nebulosor. Projektet gick emellertid i stå – katalogen blev till slut för otymplig för att publicera och Lundmark fick problem att samla in det nödvändiga kapitalet som behövdes för projektet, detta samtidigt som liknande utländska projekt hann före – och katalogen blev aldrig mer än ett kortregister.

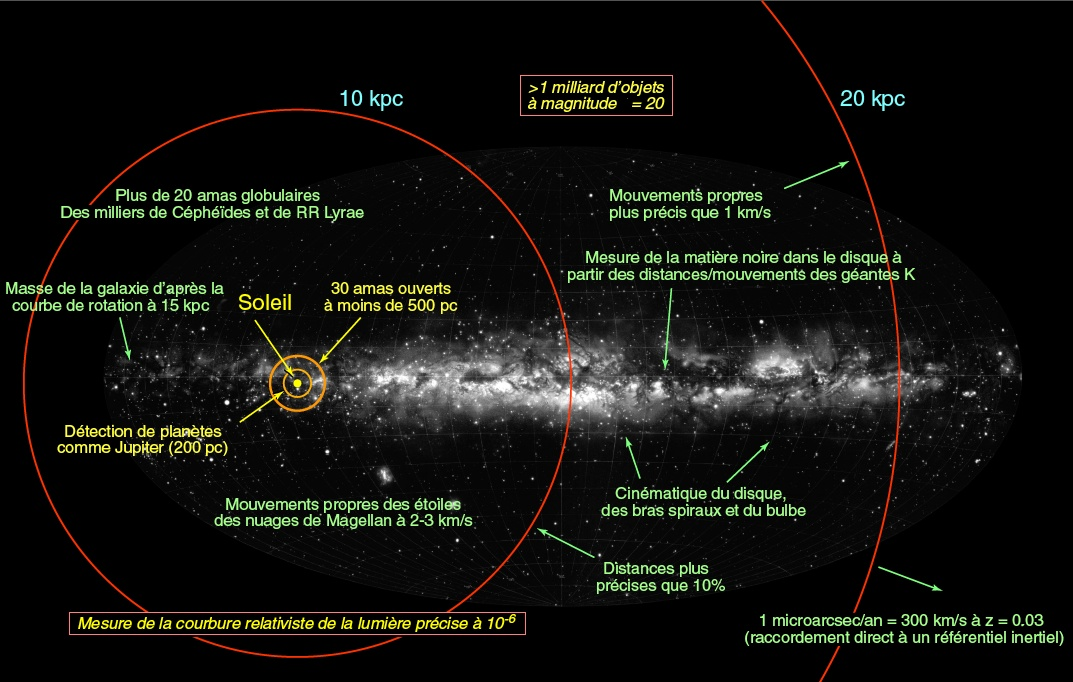
Lundmarks vintergatspanorama här använt för att visa Gaia-sondens räckvidd.

### Vintergatspanoramat
En av de bestående produkterna av Lundmarks ansträngningar, och sannolikt den mest använda, är ett magnifikt vintergatspanorama som stod färdigt 1955. Fram till dess fanns inga visuella representationer som återgav hela Vintergatan. Man hade förvisso försökt att göra fotografiska montage tidigare, men utan framgång. Lundmark löste en hel mängd tekniska och praktiska problem genom att helt enkelt föreslå att man först samlar in alla nödvändiga fotografier och sedan ritar av dem. Makarna Tatjana och Martin Kesküla anställdes för att göra det konstnärliga arbetet, som bland annat innebar att med stor noggrannhet och i så kallad "Aitoff-projektion" rita in cirka sjutusen stjärnor på den en gånger två meter stora duken. Arbetet tog över åttahundra timmar i anspråk. Sedan tavlan färdigställdes har den använts i en mängd olika sammanhang världen över, och anses fortfarande vara en enastående avbildning av Vintergatan. En bekräftelse på detta kom när målningen var "Astronomy picture of the day" år 1996. Målningen finns att beskåda i Astronomihuset i Lund.

## Utåtriktad verksamhet

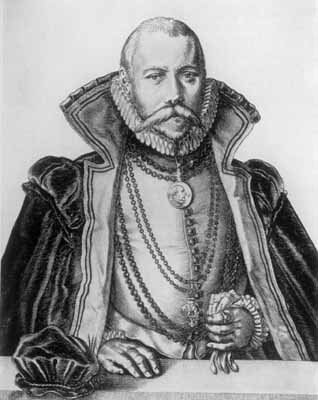
Tycho Brahe (1546–1601).

Vid sidan av sitt astronomiska värv var Lundmark under hela sin karriär djupt involverad i mer utåtriktad verksamhet. Han skrev ett femtontal böcker, hundratals dagstidnings- och tidskriftsartiklar, han reste på långa föreläsningsturnéer och han var dessutom en flitig gäst i Sveriges radios studio. Under en tid arbetade han i redaktionen för Populär astronomisk tidskrift, men drog sig ur och startade istället Cassiopeia – Tycho Brahe-sällskapets årsbok (1939–1968). Tidskriften var också husorgan för lundensiska Astronomiska Sällskapet Tycho Brahe som Lundmark tog initiativ till och som påbörjade sin verksamhet 1937. År 1951 startade han tillsammans med psykologen Martin Johnson den tvärvetenskapliga tidskriften Värld och vetande.
Men Lundmark hade fler strängar på sin lyra. 1933 deltog han i en manuskriptpristävling som Svenska Filminstitutet utlyst. Lundmark manus, som utgick från Tycho Brahes liv och vetenskapliga gärning, belönades emellertid inte. Han var också en stor beundrare av August Strindberg och var med och grundade Strindbergssällskapet 1945  och gav 1948 ut Strindberg. Geniet – sökaren – människan. 

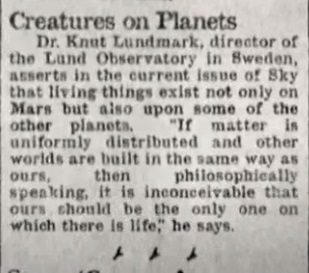
Lundmark nämnd 1938 i amerikanska The Christian Science Monitor angående liv på mars och andra planeter.

Knut Lundmark är kopplad till Orson Welles radiopjäs Världarnas krig, och hysterin som följde på radioutsändningen i USA den 30 oktober 1938. Bara dagar före hade nämligen amerikanska tidningar rapporterat om att en prominent skandinavisk forskare "hävdar" att det finns "levande saker" på Mars. Vad Lundmark hade gjort var att spekulera i huruvida bakterier kunde följa med asteroider och på så sätt sprida liv. Lundmark trodde att det kunde finnas liv på Mars.
Här måste även hans religiösa patos nämnas. Detta märks som ett genomgående tema i hans populärvetenskap, men fick också ett mer konkret uttryck genom hans engagemang Sveriges religiösa reformförbund, som verkade för liberalteologin. Lundmark skrev en knippe artiklar i förbundets tidskrift Religion och kultur, och var från 1937 ledamot i styrelsen. I detta sammanhang argumenterade han för att den moderna vetenskapen kommit till en punkt där den hårdnackade materialismen inte längre räcker, och att ett närmande till den kristna föreställningsvärlden därför blivit nödvändig.
Slutligen kan nämnas att Lundmark också var en intresserad botaniker som varje sommar, när han alltid besökte sin norrländska hembygd, samlade in nya växter till sitt herbarium.

## Astronomihistoria

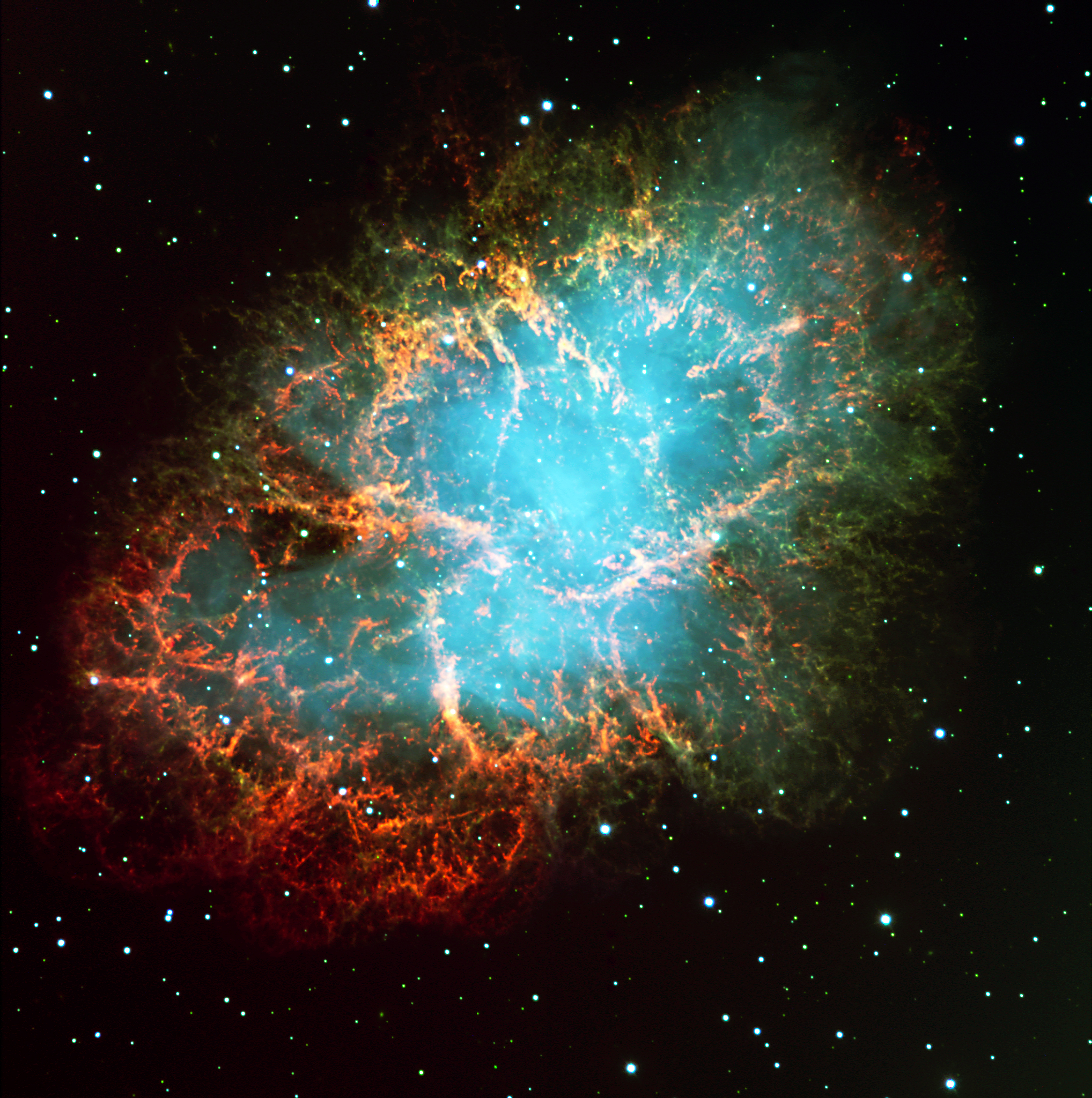
Krabbnebulosan i Oxen.

Lundmark hade ett brinnande intresse för astronomins historia. Han skrev flera mer översiktliga arbeten inom området, däribland Nya himlar: Från stjärnkunskapens gryning till vintergatornas vintergata (1943), men gjorde också studier där han använde historiskt källmaterial för att studera aktuella astronomiska fenomen. Ett viktigt exempel på det senare är en artikel från 1921 där han argumenterar för att den "gäststjärna" som observerades av kinesiska astronomer år 1054 i själva verket var en nova, idag betecknar vi den som en supernova, och att resterna av den fortfarande kan observeras i form av Krabbnebulosan i Oxens stjärnbild. Denna tes har senare bekräftats.
Ett annat astronomihistoriskt ämne som Lundmark ofta återkom till var frågan om Bibelns Betlehemsstjärna. I flera artiklar argumenterar han för att denna stjärna i själva verket kan ha varit en nova. Han försöker också sätta tilldragelsen i förbindelse med "gäststjärnor" som observerades i Kina år 5 respektive 4 före vår tideräknings början.
Lundmark var också initiativtagare till Samfundet för astronomisk historieforskning som instiftades år 1934 i Lund, och till skriftserien Historical notes and papers som gavs ut vid observatoriet.

## Hedersbetygelser

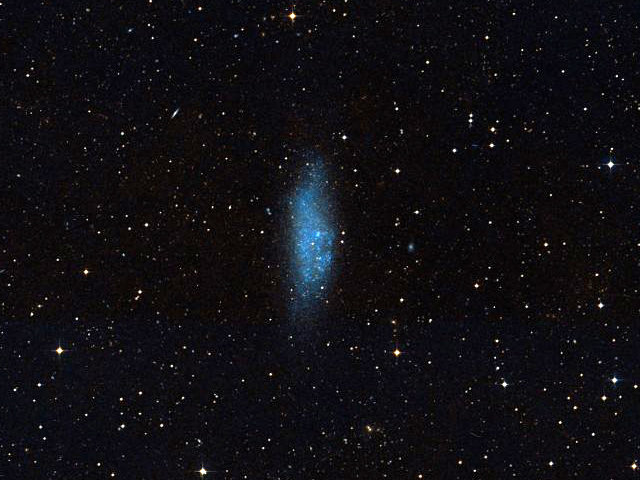
WLM-galaxen.

Asteroiden 1334 Lundmarka är uppkallad efter Lundmark. Den upptäcktes 16 juli 1934 av Karl Wilhelm Reinmuth i Heidelberg. Två år senare föreslog Bror Asplind, men med Reinmuths samtycke, att asteroiden skulle döpas till Lundmarka.
Galaxen Wolf-Lundmark-Melotte (WLM) i stjärnbilden Valfisken upptäcktes 1909 av Max Wolf. Namnet kommer av att Lundmark oberoende av men parallellt med Philibert Jacques Melotte återupptäckte galaxen 1926 på de så kallade Franklin-Adams-plåtarna. Idag vet vi att galaxen tillhör den Lokala gruppen där även Vintergatan och Andromedagalaxen ingår.
En krater på månens baksida, kratern Lundmark (Ø 106 km, 39,7 S 152,5 E), har fått sitt namn efter honom 1970.
Lundmark erhöll 1938 The Rittenhouse Medal. Priset delades bara ut tio gånger (mellan 1933 och 1943) och då till forskare som gjort enastående insatser för astronomin.
På kyrkogården vid Älvsby kyrka restes år 1978 obelisken Galaxen till hans minne.

## Eftermäle
Lundmark var en av de stora, om än inte största, astronomerna i sin generation. Hans forskning, som på flera områden var världsledande, hamnade emellertid gång efter annan i skuggan av de amerikanska astronomernas framgångar, inte minst Hubbles. Även på hemmaplan i Sverige fick han se hur lundaobservatoriet med tiden blev frånsprunget av det nya och moderna observatoriet i Saltsjöbaden. Skillnader i materiella resurser spelade förstås en avgörande roll för detta förhållande, men så också Lundmarks egen personlighet. Han hade ett rastlöst sinne, ett encyklopediskt kunnande, och en aldrig stillad nyfikenhet som ständigt fick honom att ge sig in på nya områden, många långt utanför hans egentliga vetenskapsområde, astronomin. Men denna febrila verksamhet gjorde honom istället till en kulturpersonlighet av rang. Den äldre generationen av svenskar kan fortfarande komma ihåg hans radioröst, trots att den tystnade för över ett halvsekel sedan. Lundmark hade som få andra vetenskapsmän förmåga att nå ut.

### Doktorander
Nedan följer en sammanställning av personer som disputerade under Lundmarks professorsperiod.
- Sture Holm – egentligen elev till Lundmarks företrädare Charlier, men disputerade först 1930 under Lundmarks ämbetstid, och då på en avhandling om stjärnornas egenrörelser.[61]
- Per Collinder (1890–1975) – disputerade i Lund 1931 på en avhandling om fördelningen av öppna stjärnhopar i Vintergatan.[62]  Collinder var nära vän med Lundmark sedan studenttiden i Uppsala. Han verkade inom sjömäteriet och blev med tiden byrådirektör för Sjökarteverket.
- Axel Corlin (1896–1965) – disputerade 1934 på en avhandling om kosmisk strålning.[63] Ämnesmässigt hamnade hans forskning mellan de akademiska stolarna och han hade svårt att stanna kvar vid universitetet. Han verkade senare som lärare och författare, och var initiativtagare till Observatoriet i Slottsskogen, Göteborg.
- Erik Holmberg (1908–2000) – disputerade i Lund 1937 på en avhandling om galaxer och galaxhopar.[64] Han blev senare professor i astronomi i Uppsala.
- Nils Ambolt (1900–1969) – anställd vid Sven Hedins expedition till centralasien 1927–1933 och disputerade 1938 på en geodetisk undersökning av vissa områden i Turkistan och Tibet.[65] Ambolt arbetade senare vid Sjökarteverket.
- Björn Svenonius (1908-1982) – disputerade 1938 på en avhandling om fotografiska metoder för att studera galaxer.[66]
- Frida Palmér (1905-1966) – disputerade 1939 på en avhandling om variabla stjärnor. Hon blev därmed den första kvinna i Sverige som disputerade i ämnet astronomi.[67] Under kriget arbetade hon på Försvarets radioanstalt och blev senare lärare i Halmstad.[68]
- Anders Reiz (1915–2000) – disputerade 1941 på en avhandling om galaxernas fördelning runt norra galaktiska polen. Han verkade senare som forskare vid observatoriet, och från 1958 som professor i astronomi vid Köpenhamns universitets astronomiska observatorium.[69]
- Carl-Gustav Danver (1908–2010) – disputerade 1942 på en avhandling om galaxernas morfologi.[70] Danver blev senare läroverkslektor i Karlskrona.
- Arvid Ljunghall (1911-1995) – disputerade 1948 på en avhandling om skymningsljusets påverkan av atmosfären.[71]
- Folke V. Nettelblad (1923- ) – disputerade 1953 på en avhandling om hur rörelser i jordatmosfären (scintillationen) påverkar den fotografiska bildkvaliteten på astronomiska bilder. Nettelblad blev senare gymnasierektor i Linköping.[72]
- Bertil Anders Lindblad (1921–2010) – disputerade 1956, precis efter Lundmarks pensionering, på en avhandling om meteorer.[73] Lindblad fortsatte sedan sin bana inom astronomi och blev professionell astronom verksam vid Lunds observatorium som en internationellt känd meteorforskare.[74]
- Ingrid Torgård (1918–2001) – disputerade 1956, precis efter Lundmarks pensionering, på en teoretiskt orienterad avhandling om stjärnornas banor i en galaxmodell.[75] Torgård använde Matematikmaskinnämndens dator BESK för sina beräkningar.[76] Hon fortsatte inom astronomin fram till 1963 då hon blev läroverkslektor.

### Populärastronomiska böcker i urval
- Spiralnebulosorna: ett nutida astronomiskt forskningsproblem. Studentföreningen Verdandis småskrifter, 99-0470915-7 ; 247. Stockholm: Bonnier. 1922. Libris 1482198
- De närmaste stjärnorna. København: Astronomisk Selskab. 1924. Libris 10547293
- Världsrymdens liv. Vad vi veta, 99-0392823-8 ; 15/16. Uppsala: Lindblad. 1926. Libris 1336856
- Några blad ur den svenska astronomiens historia.. Stockholm. 1928. Libris 2881415
- Stjärnsystemens byggnad och övriga egenskaper.. Stockholm. 1929. Libris 2881421
- En färd genom planetsystemet: Föredrag hållet i Zeiss planetarium på Djurgården den 19 maj 1932. Stockholm. 1932. Libris 2881412
- Från kaos till kosmos: några utdrag ur den astronomiska världsbildens utvecklingshistoria. Norstedts lilla bibliotek, 99-0740216-8. Stockholm: Norstedt & Söner. 1934. Libris 451823
- Livets välde: till frågan om världarnas beboelighet. Del 1. Stockholm: Bonnier. 1935. Libris 1174133 (Del två publicerades aldrig)
- Astronomin i Lund 1667–1936 (1937)
- Det växande världsalltet. Natur och kultur, 99-0145096-9 ; 145. Stockholm: Natur och kultur. 1941. Libris 528289
- Religionen och världsbilden.. Uppsala. 1942. Libris 2070445
- Solförmörkelser förr och nu. Uppsala: Lindblad. 1945. Libris 387544
- Astronomiska upptäckter: några glimtar från en flertusenårig vetenskaplig utveckling, del 1 och 2. Stockholm: Harrier. 1950-1951. Libris 1490222
- Världar utan gräns: [Illustr.]. Stockholm. 1951. Libris 2881429
- Dagmörkret över Sydsverige den 30 juni 1954. Uppsala: Lindblad. 1953. Libris 1442634
- Ut i världsrymden .... Stockholm: Lindqvist. 1956. Libris 427850

## Biografisk litteratur
- Sundman, Anita (1988). Den befriade himlen: ett porträtt av Knut Lundmark. Stockholm: Carlsson. Libris 7665782. ISBN 91-7798-178-2 (inb.)
- Sundman, Anita: Knut E Lundmark i Svenskt biografiskt lexikon (1982-1984), band 24, s 337, 1984
- Lundmark, Knut (1961). Johnson, Martin (redaktör). red. Knut Lundmark och världsrymdens erövring: en minneskrift. Göteborg. Libris 1513371
- Plaskett, H. H: "Obituary Notices: Knut Emil Lundmark" i Monthly Notices of the Royal Astronomical Society, vol. 119, 1959. (dödsruna)
- Collinder, Per: "Knut Lundmark in memorian", i Cassiopeia, 1956-57, s. 21ff. (dödsruna)
- Lindblad, Bertil: "Knut Lundmark", i Populär astronomisk tidskrift, 1958, s. 158ff. (dödsruna)

## Efterlämnade papper
Lundmarks arkiv, som är mycket omfattande, förvaras vid Handskriftsavdelningen vid Lunds universitetsbibliotek. Ytterligare en stor samling, vilken Lundmark själv donerade till Åbo observatorium, förvaras nu på Norrbottens museums arkiv i Luleå.

## Externa länkar

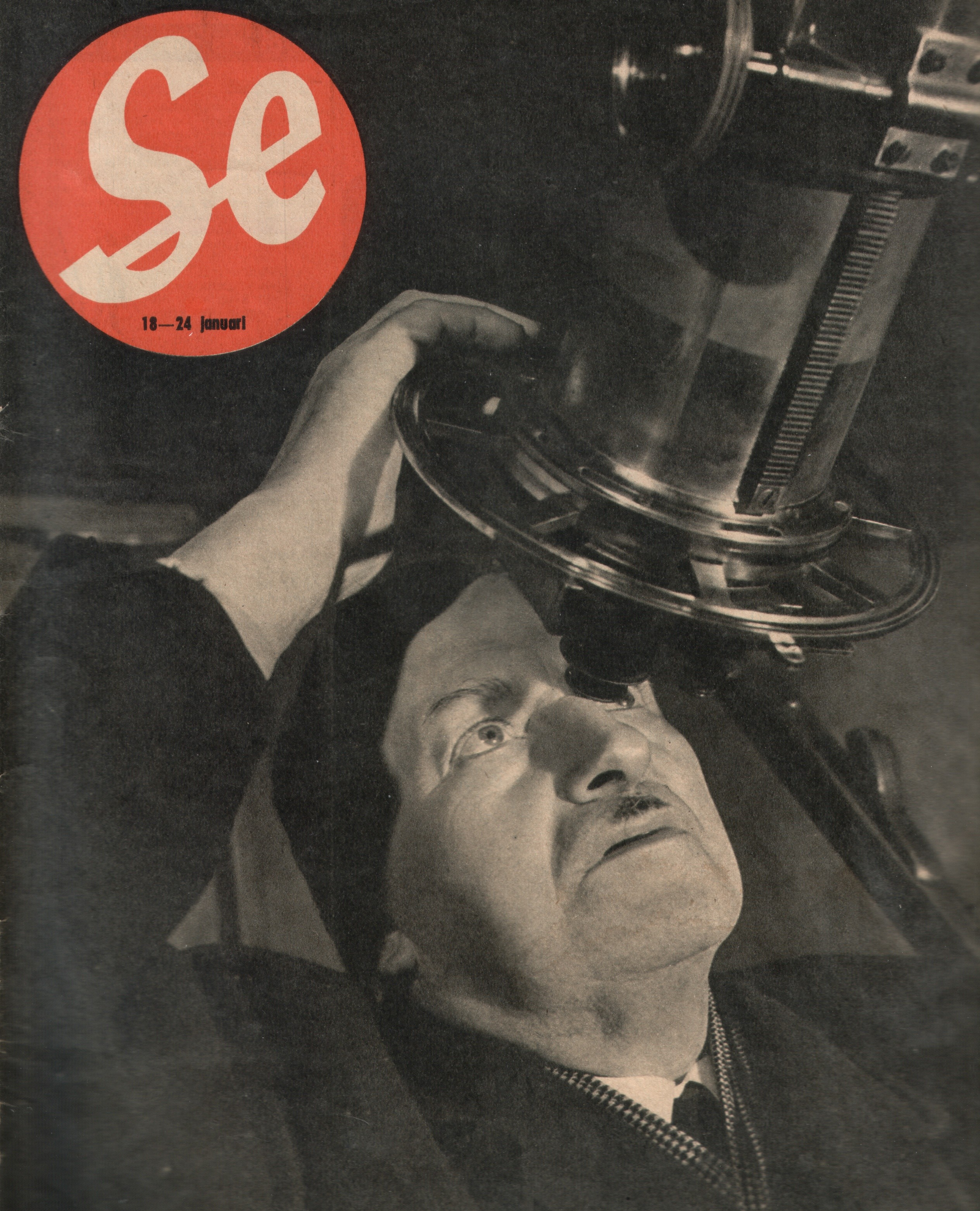
Knut Lundmark i Se 1951.